# Stazione di Tambabashi
La stazione di Tambabashi (丹波橋駅?, Tambabashi-eki) è una stazione ferroviaria delle Ferrovie Keihan situata nel quartiere di Fushimi-ku della città di Kyoto nella prefettura omonima, in Giappone. La stazione è servita dalla linea principale Keihan ed è dotata di 4 binari passanti in superficie, ed è direttamente collegata da un passaggio alla stazione di Kintetsu Tambabashi delle Ferrovie Kintetsu dove è possibile interscambiare per raggiungere la stazione di Kyoto o quella di Kintetsu Nara.

## Linee e servizi

### Treni
Ferrovie Keihan
● Linea principale Keihan

## Struttura
La stazione è costituita da due marciapiedi a isola centralu con quattro binari passanti in superficie.
| 1-2 | ● Linea principale Keihan | per Sanjō e Demachiyanagi (ora di punta)                                             |
| 3-4 | ● Linea principale Keihan | per Chūshojima, Hirakatashi, Kyōbashi, Yodoyabashi o Nakanoshima (linea Nakanoshima) |

## Stazioni adiacenti
| «                       | Servizio                                                    | »                       |
| Linea principale Keihan | Linea principale Keihan                                     | Linea principale Keihan |
| ----------------------- | ----------------------------------------------------------- | ----------------------- |
| Fushimi-Momoyama        | Locale Subespresso Subespresso pendolari                    | Sumizome                |
| Chūshojima              | Espresso                                                    | Shichijō                |
| Chūshojima              | Espresso Rapido Espresso Rapido pendolari Espresso Limitato | Fushimi-Inari           |